# 傷だらけの天使
『傷だらけの天使』（きずだらけのてんし） は、1974年10月5日から1975年3月29日まで、毎週土曜日22時00分 - 22時55分に日本テレビ系で放送された萩原健一、水谷豊出演のテレビドラマである。全26話。
本項では、テレビドラマ版『傷だらけの天使』および、続編小説『魔都に天使のハンマーを』について解説する。

## 内容
若者コンビの怒りと挫折を描いた、アンチヒーロー型の探偵ドラマである。ストーリーはバラエティに富んでおり、暴力団の抗争から捨て子の親探しまで幅広い。
初期ではほとんどの回でヌードシーンが盛り込まれており、内容面では修と享が汚れ仕事をやらせる所長綾部（岸田今日子）に一泡吹かせようと反攻を試みるも、失敗するという展開が多かった。しかしこれで主婦層などの視聴者からそっぽを向かれたり突き上げに遭うなどされたために視聴率が1桁寸前にまでダウンする事態が起こり、これを受けて清水欣也プロデューサーが「第8話（1974年11月23日放送）から路線変更します」と宣言するまでに至った。
後期では暴力やエロチックなシーンを抑え、歌謡曲や童謡などの音楽を主軸に据えた“ロマンチシズム”をイメージに、修と一人息子の健太とのエピソードも増やしてオーソドックスな探偵ものへの軌道修正が図られた。しかし表・裏両社会の権力からの理不尽な仕打ちに挫折する若者二人の姿は、最終回まで貫かれた。

## 登場人物

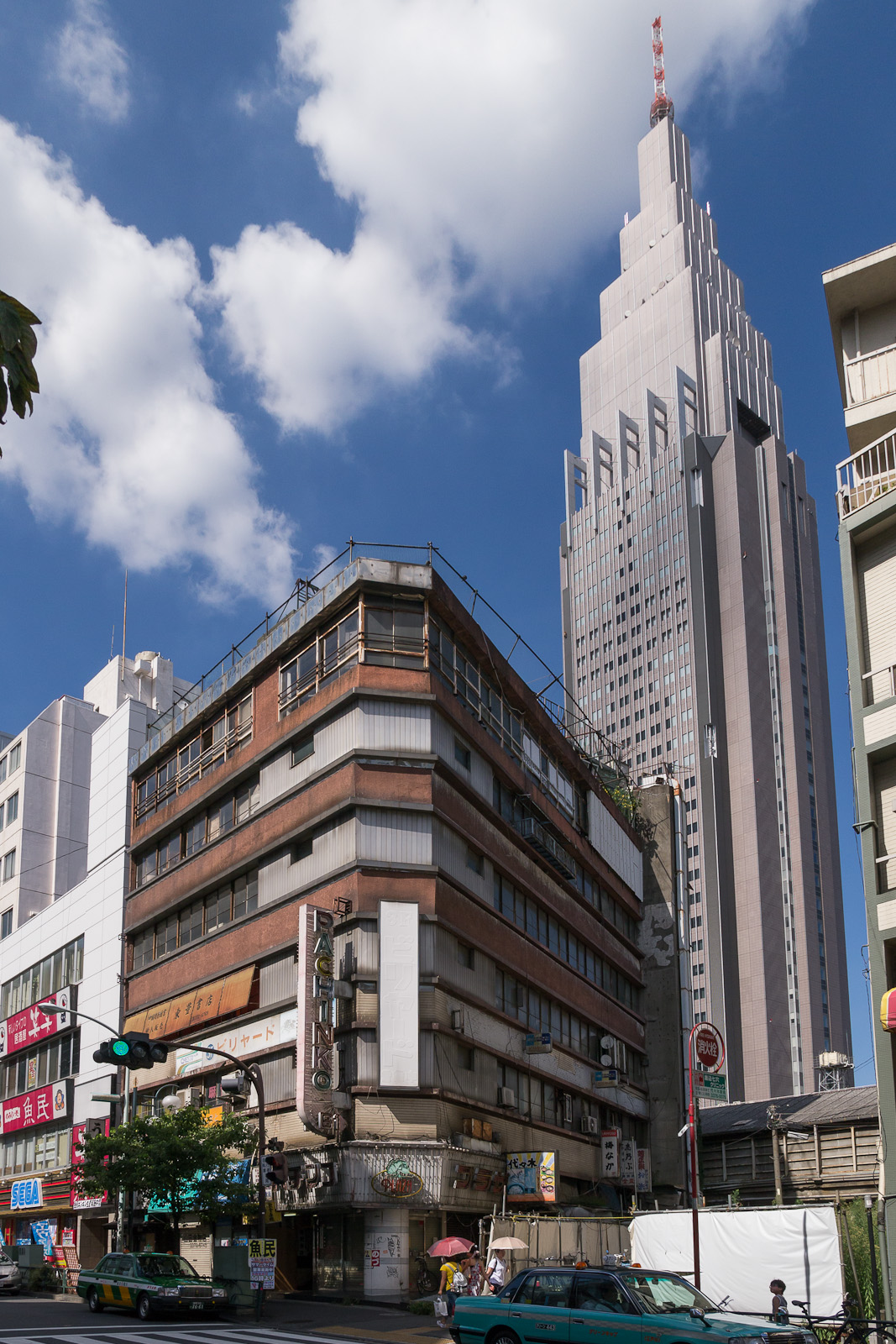
「エンジェルビル」こと代々木会館（東京・代々木、2012年撮影）

木暮修（こぐれ おさむ） - 萩原健一
探偵事務所「綾部情報社」の調査員。年齢は24歳。最終学歴は中学。エンジェルビルの屋上にあるペントハウスに住んでいる。性格は粗暴だが、仁義に厚く、非情に徹しきれない。危ない仕事ばかり回してくる綾部には不信を抱いており、金銭的に困窮していてもなかなか仕事を受けたがらず事務所からの指示に背いて独自の行動を取ることも多い。最終回で綾部から唯一高飛びに誘われ、京子からも『本当のワルに徹するか新宿のクズで終わるか』と決断を迫られるが肺炎で死んだ亨が見捨てられず、彼なりに手厚く葬った後夢の島へ死体を棄て、いずこかへ逃亡した。
趣味は浪曲のレコード鑑賞。剣菱をいつも愛飲している。
死別した妻との間に一人息子の健太がいるが、金銭的な理由とあくどい仕事にこき使われている自分を見せたくなくて千葉の妻方の実家に預けている。このため子供には優しい。なお、息子の名前は高倉健と菅原文太から1字ずつを取って名づけた。
乾亨（いぬい あきら） - 水谷豊
修と同じく綾部情報社の調査員。年齢は22歳（ただし劇中、修のセリフで「俺より3つ年下」とある）。修を兄のように慕い、修に張り付いて身の回りの面倒を見ている。修よりも純情かつ手堅い気質で、将来はお金を貯めて、修と健太と3人で暮らすことを夢見ている。親の顔を知る前に孤児院に捨てられ家族の顔も知らずに育ち、最終学歴は自称小卒（中学校中退）だが、自動車修理工として働いている時もある。リーゼントで頭にはポマードをべったりつけ、皮ジャンかスカジャンをいつも着ている。当時の設定としては時代遅れのスタイルとしてこの格好をしていたが、放送終了後に真似をする若者が急増し、第2次ブームを迎えた。
劇中、頻繁に修を「兄貴ぃー!」と呼んで登場し、ある時は連呼する。
最終回では自動車修理工を辞めてクラブのボーイとして働き始めるが、客のチップ目当てに真冬の噴水に飛び込み肺炎になったところで高飛びしようとする修に見捨てられ、ペントハウスの中で毛布に包まったまま孤独死する。
童貞。市川が亨の女性観を聞かれると「一生童貞なんじゃないですか? いくら女好きを誇張しても、いざ据え膳となると、ぶるぶる震えて直前になって逃げ出すタイプです」と公言。実際、修と女性の性行為を見ても、横で震えている。
綾部貴子（あやべ たかこ） - 岸田今日子
綾部情報社の社長。表向き事務所の評判はよいが裏では悪事にも手を貸し非合法な取引なども行う悪徳探偵事務所でもある。非情な性格でプライドも高い。修と亨にたびたび危険な仕事を与えて酷使する一方、修には「あなたは本当のワルになれる」と目をかけている。彼女が事務所で登場する際に背後には決まってポーラ・ネグリが歌う映画『Mazurka（マヅルカ）』（1935年、独映画）の主題歌が、古びた蓄音機から怪し気に流れている。
番組中期では、「海外視察」として国内を辰巳に任せ、名前があがるだけで登場していない。
最終回、本州 - 四国間海底トンネル工事の利権に絡み資産を全て押さえられた上、公文書偽造背任横領の逮捕状が出たため船でヨーロッパへ高飛びを図る。
辰巳五郎（たつみ ごろう） - 岸田森
綾部の片腕として働いている綾部情報社のナンバー2。冷徹さを装うも、実はスケベ（浅川の胸を直接触るなどの当時確立されていなかったセクハラを堂々と行う）で見栄っ張り。修と亨には常に威張っており、修たちへのギャラ（たいてい1回20万円）の一部をピンハネする。表立って口には出さないが、内心は綾部に想いを寄せている。胃下垂。頭髪はカツラであり、実際は剃髪している（岸田がカツラを外して土下座するシーンが第5話にある）。
最終回では綾部に捨てられたにもかかわらず、海津が彼女を逮捕しようとしたところを阻止して手錠をかけられる。
浅川京子 - ホーン・ユキ
綾部情報社の経理担当兼電話受付。綾部を尊敬している。下請け調査員である修たちのことを見下していたが、次第に理解を示すようになる。
最終回で探偵事務所が解散し、綾部から解雇され田舎へ帰ったはずだったが小説版では悲惨な最期を遂げていた。
海津警部 - 西村晃
綾部の多くの悪事の証拠の確証を掴もうとしている刑事だが、反面で綾部とは内通しており、金品と引き換えに捜査情報を漏らすこともある。第1話、7話、26話に登場。
松下刑事 - 船戸順
海津の部下。京子に色目を使う。辰巳からは「ネズミ野郎」と陰口を叩かれている。第1話、6話、13話にて登場。

## 放送リスト
| 回 | サブタイトル                   | 脚本                | 監督       | ゲスト                                                                                   |
| -- | ------------------------------ | ------------------- | ---------- | ---------------------------------------------------------------------------------------- |
| 1  | 宝石泥棒に子守唄を             | 柴英三郎            | 深作欣二   | 金子信雄、真屋順子、坂上忍、加藤和夫、富田仲次郎、八名信夫、桐生かほる、オスマン・ユセフ |
| 2  | 悪女にトラック一杯の幸せを     | 永原秀一 峯尾基三   | 恩地日出夫 | 緑魔子、江原達怡、上野山功一、北村総一郎、相原巨典、和久井節緒、岸井あや子               |
| 3  | ヌードダンサーに愛の炎を       | 市川森一            | 深作欣二   | 中山麻理、室田日出男、都家かつ江、白石奈緒美、伊達三郎、大木正司                         |
| 4  | 港町に男涙のブルースを         | 大野靖子            | 神代辰巳   | 池部良、荒砂ゆき、田島義文、二見忠男、潤ますみ                                           |
| 5  | 殺人者に怒りの雷光を           | 市川森一            | 工藤栄一   | 加藤嘉、松山省二、木村豊幸、谷岡行二、檜よしえ                                           |
| 6  | 草原に黒い十字架を             | 山本邦彦            | 神代辰巳   | 高木均、大村千吉、苅谷俊介                                                               |
| 7  | 自動車泥棒にラブソングを       | 市川森一            | 恩地日出夫 | 川口晶、高橋昌也、蟹江敬三、奥村公延、如月寛多                                           |
| 8  | 偽札造りに愛のメロディーを     | 柴英三郎            | 工藤栄一   | 有島一郎、田辺節子、近藤宏、沢りつ男                                                     |
| 9  | ピエロに結婚行進曲を           | 市川森一            | 児玉進     | 滝田裕介、志摩みずえ、水上竜子                                                           |
| 10 | 金庫破りに赤いバラを           | 渡辺由自            | 鈴木英夫   | 小松政夫、加納典明、浜田寅彦、川崎あかね、松下達夫                                       |
| 11 | シンデレラの死に母の歌を       | 渡辺由自            | 土屋統吾郎 | 平田昭彦、服部妙子、浦辺粂子、夏木順平、川村真樹、小宮和枝                               |
| 12 | 非情の街に狼の歌を             | 鎌田敏夫            | 児玉進     | 土屋嘉男、水原麻記、清川新吾、佐藤京一、鈴木和夫、畠山麦                                 |
| 13 | 可愛いい 女に愛の別れを        | 高畠久 山本邦彦     | 土屋統吾郎 | 吉田日出子、加茂さくら、田口計、加賀邦男、加藤茂雄、邦創典                               |
| 14 | 母のない子に浜千鳥を           | 市川森一            | 恩地日出夫 | 桃井かおり、石山雄大                                                                     |
| 15 | つよがり女に涙酒を             | 篠崎好              | 恩地日出夫 | 松尾和子、渡辺文雄、稲葉義男                                                             |
| 16 | 愛の情熱に別れの接吻を         | 鎌田敏夫            | 鈴木英夫   | 高橋洋子、山下洵一郎                                                                     |
| 17 | 回転木馬に熱いさよならを       | 高畠久 渡辺由自     | 鈴木英夫   | 江夏夕子、中原早苗、橋本功、福田豊土、磯部勉、伊東辰夫                                   |
| 18 | リングサイドに花一輪を         | 柏原寛司            | 児玉進     | 中谷一郎、今井健二、梅津栄、ファイティング原田、苅谷俊介、朝倉隆                         |
| 19 | 街の灯に桜貝の夢を             | 市川森一            | 恩地日出夫 | 関根恵子、森幹太、阿藤海、大口ひろし、大山豊、鹿島信哉、加藤茂雄                         |
| 20 | 兄妹に十日町小唄を             | 篠崎好              | 児玉進     | 渡辺篤史、伊藤めぐみ、犬塚弘、島田多江、成川哲夫                                         |
| 21 | 欲ぼけおやじにネムの木を       | 宮内婦貴子          | 工藤栄一   | 内田朝雄、笠井うらら、亀渕友香、根岸一正、武藤章生                                       |
| 22 | くちなしの花に別れのバラードを | 篠崎好              | 児玉進     | 篠ヒロコ、久保明、家弓家正、川口節子                                                     |
| 23 | 母の胸に悲しみの眠りを         | 田上雄              | 工藤栄一   | 根上淳、下條アトム、西尾三枝子、本山可久子                                               |
| 24 | 渡辺綱に小指の思い出を         | 市川森一            | 児玉進     | 坂口良子、前田吟、天本英世、吉田義夫、真山知子、長谷川弘、富田仲次郎                     |
| 25 | 虫けらどもに寂しい春を         | 宮内婦貴子 大野武雄 | 工藤栄一   | 小松方正、根岸明美、水上竜子                                                             |
| 26 | 祭りのあとにさすらいの日々を   | 市川森一            | 工藤栄一   | 下川辰平、森本レオ、石田太郎、柴田美保子、畠山麦                                         |

## スタッフ
- プロデューサー：清水欣也（日本テレビ）、工藤英博（渡辺企画）、磯野理（東宝企画）
- プロデューサー補：新野悟（東宝）
- 音楽：大野克夫、井上堯之
  - 演奏：井上堯之バンド
- 撮影：木村大作、田端金重、伊佐山巌、田島文雄
- 美術：石田良之
- 録音：橋本文雄（#1 - 8）、大庭弘、信岡実
- 選曲：鈴木清司（#1 - 8）
- 予告ナレーター：中江真司
- 現像：東洋現像所
- 衣装デザイナー：菊池武夫
- 衣装協力：株式会社ビギ（MEN'S BIGI）
- 制作協力：東宝企画
- 制作：東宝株式会社、渡辺企画

## テーマ曲・挿入歌
- メインテーマ・井上堯之バンド『傷だらけの天使』 - 約20年後にマツダのCMで、その20年後にはキリンビールのCMで使われた。
- デイヴ平尾『一人』-　第25話と最終話のエンディングに流れる。

## エピソード

### 企画
萩原健一は1972年7月から1973年7月にかけて『太陽にほえろ!』にレギュラー出演していた時から、同作プロデューサーの岡田晋吉に対して、健全路線であった『太陽』について「セックスが無いのは気に入らない」と、バイオレンスが足りないのと共にモノ申し続けていた。萩原は岡田に「今度は犯罪者側に立ちたい」とももらしていたこともあった。そこで岡田は萩原が出演するドラマの新企画を土曜日夜10時という、当時（1974年）としては「深夜枠」と言ってもいいほど遅い時間帯で用意することにした。
岡田からプロデュースを託された清水欣也は、大藪春彦の前期の短篇「恥知らずの町」の解説に意図の大半が費されているという企画を、「マシンガンをぶっ放すショーケン」をイメージし、「ハードボイルドを越えた、艶歌アクションとしてとらえよう」として血と暴力をファンタジーにまで昇華させたいという意図で第一案として提出。しかし本作スタートまでの間に、『くるくるくるり』（1973年11月～1974年4月、日本テレビ）、東芝日曜劇場『祇園花見小路』（1973年、TBS）そしてNHK大河ドラマ『勝海舟』（74年、萩原は岡田以蔵役）と萩原出演作が次々と高視聴率、高評価を獲得したことで、この企画の内容も二転三転する。
当初この企画においては、萩原はヤクザ役に設定されていたが、この案は前述のハードボイルドアクション路線と共に消滅。一方で、本作のメインライターの市川森一が1973年の暮れ頃にテイタン（帝国秘密探偵社）を取材したことにより、興信所を舞台にしたドラマの構想と概要が固まる。そして『太陽にほえろ!』ではセックスをタブーとして封じていた岡田晋吉も本作ではこの解禁を許可する。萩原は本作を始めるにあたって「好きなように何をやってもいい、視聴率が取れなくても構わない」という前提で始まったと語っている。
第1話の『宝石泥棒に子守唄を』は、実際には3本目として撮影された。しかもこの回で水谷は、アクションシーンで右肩を打撲。翌日になったら全く肩が上がらず、面倒臭いと思って病院へ行かなかったうちに、ボールも投げられない酷い状態になったというほどの大怪我を負っている。

### 配役
萩原健一は『スポーツニッポン』が2009年11月1日 - 11月30日に連載したインタビュー記事『我が道』の初回において、「自分の相棒役にキャスティングが予定されていたのは火野正平であったが、火野が『斬り抜ける』などのレギュラー番組が決まりスケジュールが取れなくなったために水谷豊に変更になった」旨を明かしている。なお、水谷を推薦したのは萩原であり、『太陽にほえろ！』で萩原演じる刑事マカロニが最初に捕まえた犯人役が水谷で、その誠実な仕事ぶりが印象に残り、享役に推したと述懐している。
当時、東宝側のプロデューサーの一人だった磯野理は、自身の回想本『東宝見聞録』にて「Hのスケジュールの関係で所属事務所の社長と揉めて、降板させた」と記している。

### エンジェルビル
修と亨が暮らしていたビルで、綾部探偵事務所からビルの屋上にあるペントハウスを借りているとの設定だった。
撮影は代々木駅隣（西口）にある雑居ビル『代々木会館』にて行われた。なお、ドラマでは最終回で解体工事が着手されるが、実際は最終回から36年後の東日本大震災でペントハウスは倒壊するも、ビル建物自体は40年以上存在し続けた。代々木会館は老朽化のため2019年8月1日から2020年1月30日にかけての工事で解体された。

### オープニング映像
演出は恩地日出夫、 撮影は木村大作。カメラに三脚をつける時間がないほどタイトなスケジュールでの撮影だったという。革ジャンを着て、ヘッドフォンを付け、水中眼鏡を付けた修が眠りから目を覚まし、冷蔵庫の扉を開き、新聞紙を首から下げ、トマト、コンビーフ、リッツ、魚肉ソーセージに次々とかぶりつき、口で栓を開けた牛乳で喉に流し込む。もともとは最後に牛乳を画面にぶっ掛けたところで画面を白転させ、そこにメインタイトルを表示するという案であったが、スポンサー等から「食品を粗末に扱うこと」へのクレームが入り、その直前の画面をストップモーションにすることで対処された。
主演の萩原健一の回想によると、「製作側（演出を担当した映画監督ら）は『タイトルバック不要でいいんじゃないか』って話だったんだが、スポンサーサイドから『ないとダメだ』と言われたため、恩地（日出夫）さんと木村（大作）さんで急遽撮影したものだった」のだとのこと。萩原は「どさくさ紛れに、時間稼ぎでやったやつだったね」と語っている。
マルコ・フェレーリ監督の映画「最後の晩餐」をイメージして撮影された。また、新聞紙をナプキン代わりにするアイデアは萩原が目撃した工事現場の配管工がモデルで、「弁当を食べながら新聞紙で度々口を拭く仕草がおかしかった」ため採用された。

### 演出
深作欣二は「仁義なき戦いシリーズ」五部作の最終作・『仁義なき戦い 完結篇』と「新仁義なき戦いシリーズ」一作目の『新仁義なき戦い』の間に演出を担当。深作は本企画には参加する暇がなく「ショーケンでこういうのやりたいんだけど」と言われ参加した。前述のタイトルバック（オープニング映像）と二話分を恩地日出夫が撮影していたが、放映では前後して深作が演出した二話分が第一話と三話になった。萩原健一は深作に会うなり「何で僕は『仁義なき戦い』に出られなかったのか」「僕があそこに出てなかったのは自分でも信じられない」と話していたと言い、本作品の撮影はスムーズに進んだという。深作はこの「傷だらけの天使」で初めて木村大作カメラマンと組んだが、木村も『仁義なき戦い』を観ていたから、手持ちキャメラでも負けないと、オートバイに乗ってキャメラを担いだという。この第一話で萩原扮する木暮修が古美術屋に強盗用のモデルガンを借りに来るシーンがあるが、その店の店主が金子信雄で広島弁を喋る『仁義なき戦い』の山守親分のようなキャラクターで登場する。萩原がもごもごと「このオジさんむかし広島でヤクザの親分だったから」などというシーンがある。「仁義なき戦いシリーズ」撮影中が縁でのカメオ出演と思われる。
演出を映画監督が担当したために現場でテレビドラマの厳密な尺が計算出来ておらず、プロデューサーが急遽脚本家に連絡する等苦労した筈だという裏話を後年主演の萩原が明かしている。
ほとんどの回でヌードシーンがあった初期の頃（#内容の節で詳述）、視聴者の目を気にして放送直前まで編集を重ねていたこともあり、ロマンポルノのエースと言われた神代辰巳監督の第4話「港町に男涙のブルースを」では事前にエロチックなシーンを中心に3箇所カットしている。
最終話冒頭での地震のシーンは、映画『日本沈没』から流用している。また同じく最終話では修が、ドラム缶に入った死んだ亨を夢の島に捨てて逃げるというラストシーンであったが、実際に水谷自身がドラム缶の中に入っていた。更にこのラストシーンには、この回の監督を務めた工藤栄一が考えたもうひとつの案があり、それは「火葬しようと修がドラム缶に火を点けたが、亨は燃えながら立ち上がって歩いてくる」というものだったが、「さすがにやり過ぎ」と思って止めたという。

### 衣装
衣装協力としてBIGIがクレジットされており､菊池武夫が担当した。萩原健一演じる木暮修の服やスタイルは、当時の若者に多大な影響を与えた。後に衣装はBIGIで売れ残った品を買い取って使用されたと話している。

### 関連楽曲
- 綾部貴子の出演シーンでかかる印象深い音楽の曲名は「マヅルカ」。作詞・ハンス・モラー、作曲・ペーター・クロイダー。1935年ドイツのヴィリ・フォルスト監督による同名映画の中の1曲で、歌っているのは主演女優のポーラ・ネグリ。この曲は、以前に岸田今日子が寺山修司作のNHKドラマに出演した際にBGMとして使用され、気に入ったものだった。本作の市川森一のシナリオにはマレーネ・ディートリヒとの指定があったが、岸田はこの曲の使用を熱望した。しかし既にレコードは廃盤、制作サイドの音蔵にもこの曲が無かったため、岸田が知人のテレビ局員からレコードを借りてきて撮影に臨んだという。2019年現在、日本ではCD化されていない。なお、ドイツで発売されたCD『Erfolge, Sammlerstücke & Raritäten: Historische Aufnahmen aus den Jahren 1935-1940 - Peter Kreuder』[20] に、原題の「Ich spür in mir」で収録されている（他のアルバムでは、ポーラ以外のヴォーカルや、アレンジの異なるインストゥルメンタルバージョンが確認されている）。iTunes Storeなどでダウンロード購入可。
- 第6話では以下のクラシック曲の使用が確認できる。
  - エルマンノ・ヴォルフ＝フェラーリ作曲　オペラ「マドンナの宝石」の間奏曲。
  - ヴィヴァルディ作曲 ヴァイオリン協奏曲第7番ニ短調「夕焼け」。
  - プッチーニ作曲　オペラ「蝶々夫人」より「ある晴れた日に」。
  - バッハ作曲　無伴奏チェロ組曲第2番ニ短調。
- 第10話の新宿駅地下のコインロッカー前でのBGMは渡哲也の「くちなしの花」だったが、版権上の理由からソフト化の際に竜鉄也の「奥飛騨慕情」に差し替えられた。
- たまらん節 … 萩原健一が撮影の辛さ[注釈 3] から自作したとされる曲。市川森一はこの曲に着想を得て「道化師にたまらん節を」というタイトルでシナリオを書いたが、オンエア時には「ピエロに結婚行進曲を」（第9話）に変えられていたという。
- 25回と最終回のラストシーンでの使用が印象深い挿入歌は「一人」。作詞・岸部修三、作曲・井上堯之。ザ・ゴールデン・カップスの元リーダー・デイヴ平尾の、1972年10月発売のソロデビュー曲「僕達の夜明け」のＢ面の既発曲を使用した。のちに萩原健一の主演ドラマ「祭ばやしが聞こえる」でも挿入歌として使用、歌は柳ジョージが担当した[注釈 4]。
- ほかに印象深い楽曲としては、第4話での「浪曲子守唄」、第6話での「おかあさん」、第21話での「ラバウル小唄」、そして最終回で亨が噴水に入る直前に口ずさむ「船頭小唄」などがあげられる。
- 本放映終了後の1975年9月15日に発売された萩原のシングル「お前に惚れた」のB面（カップリング）に、水谷が参加し、このドラマの世界を再現したかのような楽曲「兄貴のブギ」が収録された（『萩原健一の世界』『俺たちのメロディー 5』などのCDに収録。iTunes Storeなどでダウンロード購入可）。水谷が一節歌う部分があり、2人のセリフの掛け合いも楽しめる。
- 2010年春ごろ「傷だらけの天使　完全版サウンドトラック＋4」のCD発売情報が出た。LPレコード『太陽にほえろ!/傷だらけの天使 オリジナル・サウンド・トラック主題曲集』をベースに、同名のミュージックテープ版にだけ入っていた「傷だらけの天使M3」の初CD化など収録曲を大幅に追加、さらに「マヅルカ」「一人」「兄貴のブギ」の収録と、これ以上はない究極の完全盤との触れ込みだった。しかし諸般の事情から企画変更、同年5月に『音楽家・大野克夫の世界〜「傷だらけの天使」「太陽にほえろ!」「名探偵コナン」〜』が発売された。この商品で「傷だらけの天使M3」が初CD化となったものの、制作上の都合で短いドラムソロ部分はカットされた。

### 放送されていた局
特記の無い場合は全て放送時間は土曜 22:00 - 22:55、同時ネット。
- 日本テレビ
- 札幌テレビ
- 青森放送：土曜 23:45 - 0:40[22]
- テレビ岩手：水曜 21:00 - 21:55
- ミヤギテレビ：火曜 22:00 - 22:55
- 福島中央テレビ：日曜 23:45 - 0:40（3週遅れ）[23]
- 北日本放送
- 福井放送

- 長野放送：水曜 22:00 - 22:55（6週遅れ）[24]
- 中京テレビ：土曜 17:00 - 17:55
- よみうりテレビ
- 西日本放送[25]
- 広島ホームテレビ：火曜 22:00 - 22:55[25]
- 山口放送[26]
- 南海放送：火曜 23:30 - 0:25（1週遅れ）[26][27]
- 福岡放送[28]

#### 放送状況
- 広島県では、本来日本テレビ系列は広島テレビだが、フジテレビ系列とのクロスネット局という事情により同局の編成から外れたため、系列外の広島ホームテレビ（NETテレビ系列）の火曜22:00枠で遅れネットしていた[注釈 5]。なお、テレビ新広島（フジテレビ系列）開局による4局化後は、日本テレビ系列フルネット局となった広島テレビでも再放送が行われた[29]。
- 宮城県ではミヤギテレビがNET系列とのクロスネット局だった関係で、広島ホームテレビと同じ火曜22:00枠で遅れネットしていた[30]。
- 岩手県ではテレビ岩手がミヤギテレビ同様NET系列とのクロスネット局だった関係で、水曜21:00枠で遅れネットしていた[31]。
- 中京広域圏では、中京テレビがかつての名古屋テレビとの変則クロスネットの名残で土曜22:00枠で東京12チャンネルの時代劇『大江戸捜査網』を遅れネットしていたため、押し出される形で『傷だらけ～』も土曜17：00枠で遅れネットになっていた。最終回のみ編成上の都合で1975年4月5日昼12：45から放送された。[32]
- 2017年にはTwellVで放送された。

### 修と亨の人物設定
萩原健一はスポーツライターの赤坂英一との対談(青春のバイブル「アニキ～」と「アキラ！」の時代『傷だらけの天使』を語ろう 週刊現代連載『熱闘スタジアム』第11回 2012.05.03)で「修と亨って本当は在日朝鮮人という設定なんです。市川(森一)さんとそう話し合っていた。修は中卒で、亨は中学も卒業してない。だけど、在日という設定は放送段階では通らなかった。今では韓流ドラマとK-POPが大流行して、広く親しまれているけれど、あの頃は在日の人への偏見があり、ドラマで触れることはタブーでした。だからこそ、やりたかったんだけど、日テレは『それは、ちょっと・・・・・・』と繰り返すばかり。この設定が通らなかったとき、一度は市川さんとの間でやめようと話しました。それじゃあ、あのドラマはできないと思うほど、あの設定にはこだわりがありましたから」と語り「市川さんは最後まで隠された設定をふまえて書いたんですか？」と赤坂が問うと「そうです。豊さんは知らなかったかもしれないけれど」と答えている。

## 傷だらけの天使 魔都に天使のハンマーを
矢作俊彦が萩原、市川両者に許可を得て著作された小説版。最終回から30年後ホームレスとなった修を描き、ドラマや俳優陣の経歴を知っていなければよくわからない小ネタ描写が散りばめられている。2008年6月発行。

### あらすじ
最終回後、修は東東京市（ひがしとうきょうし） でホームレス仲間と賭けゲートボールでその日の銭をもうけていた。ある日、仲間の1人が軽口で修を名乗ったことで謎の集団からリンチを受けて死亡した。修は事の真相を突き止めようと亨との別れ以降足を踏み入れなかった新宿へ出向く。

### 登場人物
木暮修（こぐれ おさむ）
夢の島を去った後、アジア大陸を放浪、日本に戻りある下町豆腐屋の婿養子として隠遁生活の末、ブルーシート生活。健太が子供の頃に描いた自分の絵が唯一の宝物で、亨を死に追いやったことで罪の意識に苛まれている。漢字が読めずそれが元で1つの事実に遠回りになっている。性格が30年前と変わっておらず、辰巳いわく「無知、無学を誇りと思っている時代遅れ」。
滝伸次（たき しんじ）
通称、シャークショ。ホームレスの更生を担当する「市民の幸福生きがい課」の公務員。修に復帰を呼びかける内に惚れこみ事件の捜査に付き合う。頭は働くが緑のミッフィーの財布を持ち歩きアニメヲタクと馬鹿にされる。ミスで自身のブログに顔を隠さず修を載せてしまったことが事件の遠因になる。解説によると草彅剛をイメージして作られたキャラクターだという。
辰巳五郎（たつみ ごろう）
秘書。なんの因果か再び綾部の元で働いている。かつての面影が全く残らないほど顔を全面整形し、声とカツラ以外では見分けがつかない。修が心底嫌っており、彼が生かそうと言うと「殺せ！」と叫んでしまう。
綾部貴子（あやべ たかこ）
かつての修の上司。上述の事件のほとぼりが冷めると日本に戻りM&Aで次々と企業を買収し、六本木ヒルズにオフィスを構えるまでになった。齢80近くになったにもかかわらず時間に追われるスケジュールをこなす、取引先に対して気を使い腰が低くなる、高級品自慢をするようになり昔は辰巳いわく「暇つぶしで仕事をしている」というミステリアスで過剰なまでに高いプライドを持った女性から、ただのカリスマ経営者となってしまい修を失望させた。
乾亨（いぬい あきら）
修の回想や仮想世界の中でたびたび登場する。
健太（けんた）
修の息子。妻方の両親が亡くなり現在は綾部の庇護を受け立派な青年に育った。最終回で別れも告げず日本を去り自分よりいつまでも死んだ亨の事ばかり気にかけている父を深く恨んでいる。
綾部澪（あやべ れい）
DVを振るう父親が嫌いで家出中の綾部の娘。ブラックカードを持ち歩き、彼女が「オサムちゃん」と呼ぶと貴子そっくりでトラウマになるという。ある人の子供を妊娠している。
笠井典子（かさい のりこ）
修から「テンコ」と呼ばれている。エンジェルビル大家の孫娘。アニメーターを目指し専門学校に通っていたが中退し、プログラマーとして働き「ノエ」という名前でバーチャルネットアイドル活動もしている。子供の頃は親の真似で「オサム、アキラ！ 家賃払え！」と言っていた。
藤山田（ふじやまだ）
嘗ての海津の部下で警部補。亨の殺人死体遺棄容疑で修を逮捕し、今までの綾部の犯罪を吐かせようとしているが、成果ばかり追いかける警察自体にも少々嫌気が刺している。なお、海津は辰巳の取調べ中に捜査線上に名前があがってしまい、事件を隠蔽するため警察が定年退職させた。
石さん、長さん、山さん
賭けゲートボールチーム『ソルジャーブルー』の仲間。絶対に勝てると踏んだチームに賭け試合を挑み未だ無敗。
ドーゾ
『ソルジャーブルー』メンバーで今回の事件の被害者。社会人時代は「デーブ中尾」という名前でバンドのボーカルを務めたが楽器が弾けず、自分が歌わなかった歌がヒットした一発屋だったため捨てられた。
藤堂（とうどう）
通称、成城の老人（成城さん）。ソルジャーブルーの一員で練習熱心だが実力は下手の横好きで、老人会からハブられていた所を修達に出会いゲートボールのルールを教える。彼らが社会的信用や貸し用具調達のために参加させているパトロン的存在。
温水（ぬくみず）
巡査。肌が紅く「赤ピーマン」、「赤ラッキョウ」と心の中で呼ばれており女言葉で話す。修らからパチンコの回転表をもらい稼いだことがある。
グリーンベレー
賭けゲートボールの相手。頭巾かベレー帽か解らない帽子を被っているが実力は凄腕。
轍正夫（わだち まさお）
新宿歌舞伎町で金貸をやっているヤクザ。通称：ヒョットコの轍。放送大学を卒業し、人間は変われると痛感した。
加部（かべ）
藤山田から「返事だけは早くて何も考えていない」と見下されている若手刑事。
伊東（いとう）
警視の管理官。三十代半ばだが、昔の政治事情に疎い。
美咲（みさき）
女性警視正。配属当初は藤山田と同じ警部補だったが、彼が生理的に受け付けず平等に接したところ「女性警部補の私を他と同列に扱う事はセクハラ」と裁判を起こし（却下）、その後も「セクハラオヤジ」と陰口を叩く。
陽ちゃん
かつて修がひいきにし最終回で亨が働いていたオカマバーのホステス。
バルガス
ドーゾを手にかけた外国人。顔にムカデのような傷がある。
石山信次郎（いしやま しんじろう）
東京都知事。本州 - 四国海底トンネル工事事件当時の建設大臣で綾部の取引相手。外国人が嫌いで排除の切っ掛けを作りたがっている。
ケント・クラーク
通称：マンスーパー。綾部と同じヒルズ族のIT長者で「フォースワールド」というオンラインゲームで大成功を収めた。